# RTP Internacional
RTP Internacional o RTPi (Ràdio i Televisió de Portugal Internacional) és el canal internacional de la televisió pública portuguesa. Seria l'equivalent a TV3CAT, BBC World News, TVE Internacional o iB3 SAT, sent doncs el públic portuguès que viu a fora de la frontera el mercat al qual s'adreça RTPi.
L'emissió es va inaugurar el 10 de juliol del 1992 via satèl·lit i des de llavors s'han creat versions de la mateixa per a públic exterior d'Europa o del continent americà:
- RTP Açores (per al públic portuguès de les Açores)
- RTP África (per al públic portuguès que via Àfrica)
- RTP Madeira (per al públic portuguès que viu a Madeira)

Inicialment, eren sis hores diàries de retransmissió amb programació seleccionada i actualment són 24 hores de retransmissió, també amb programació seleccionada. La programació es pot dividir en dos blocs: bloc de programes portuguesos i bloc de programes destinats i fabricats exclusivament per a l'emigrant portuguès, com ara noticiaris. En conjunt, però, la programació és de caràcter generalista. A Portugal, el canal pot veure's per satèl·lit o per cable. Al Principat d'Andorra, es pot veure al canal 28 de la TDT. Tanmateix, també existeix la possibilitat de veure'l per Internet mitjançant diferents plataformes: ordinador, pissarreta o mòbil.